# Malou Hansson
Malou Mercedez Hansson, född 15 februari 1983 i Järfälla församling i Uppland, är en Fröken Sverige-vinnare 2002 och blev den första mörkhyade kvinnan att vinna tävlingen. Hansson var även den första att vinna tävlingen efter att TV3 köpt sändningsrättigheterna.
Malou Hansson medverkade senare i Position X i TV4, och fick också tidningsrubriker 2005 när hon avslöjade att hon blev förföljd av en våldsman som hotade att döda henne.
Hansson har även medverkat i den svenska filmen Gangster där hon spelar krögaren Antonio Moros syster Nathalie.

## Familj
Malou Hanssons familj består av föräldrar och fyra syskon.